# Julia Goldani Telles
Julia Goldani Telles (Los Ángeles, 18 de marzo de 1995) es una actriz estadounidense y bailarina de ballet. Es conocida por sus papeles como Whitney Solloway en la serie de Showtime
The Affair y Sasha Torres en la serie de ABC Family Bunheads.

## Primeros años
Telles nació en Los Ángeles, California, el 18 de marzo de 1995 en el seno de una madre brasileña y un padre mexicano-estadounidense. Se mudó con sus padres a Río de Janeiro cuando tenía casi dos años. Fue allí donde se introdujo en el mundo del ballet a la edad de cinco años. Cuando la familia se trasladó a Los Ángeles a la edad de cinco años, Telles solo podía hablar portugués y aprendió inglés después de mudarse con su familia. Telles se mudó a la ciudad de Nueva York cuando tenía trece años y asistió al Professional Children's School en Manhattan, New York.
Telles se formó en School of American Ballet y Ballet Academy East, y participó en numerosos espectáculos de ballet, entre los que se incluyen Sleeping Beauty, Nutcracker, Don Quixote, y Swan Lake. Después de sufrir tendonitis y desgarros del labrum en las caderas a la edad de 15 años obligó a Telles a dejar de practicar ballet durante un año; para evitar la depresión, decidió tomar un curso de teatro.

## Carrera
El primer papel de Telles en la televisión llegó en 2011 cuando audicionó con éxito para la parte de Sasha Torres en la serie de Freeform Bunheads. Lo hizo porque nunca antes había tenido un trabajo de actuación. Su agente sintió que Bunheads debería haber sido una de sus primeras audiciones ya que sintió que se sentiría cómoda con el aspecto danzante del show. La serie se estrenó el 11 de junio de 2012 y acabó el 25 de febrero de 2013, luego fue cancelada tras emitirse 2 temporadas. Telles también apareció en el video musical de Nat & Alex Wolff para la canción "Greatest Prize" a principios de 2012.
Ella también actuó como invitada en el episodio "The Bogeyman" de Blue Bloods que se emitió el 10 de enero de 2014. Telles interpreta el papel de Whitney en la serie dramática de Showtime The Affair.

## Filmografía
| Cine       | Cine                              | Cine             | Cine                                       |
| Año        | Título                            | Personaje        | Notas                                      |
| ---------- | --------------------------------- | ---------------- | ------------------------------------------ |
| 2018       | Slender Man                       | Hallie Knudsen   |                                            |
| 2018       | Most Likely to Murder             | Tami Douscher    |                                            |
| 2018       | The Wind                          | Emma Harper      |                                            |
| 2020       | Looks That Kill                   | Alex             |                                            |
| 2024       | Beacon                            | Emily Reza       |                                            |
| Televisión |                                   |                  |                                            |
| Año        | Título                            | Personaje        | Notas                                      |
| 2012–2013  | Bunheads                          | Sasha Torres     | Elenco principal, 18 episodios             |
| 2014       | Blue Bloods                       | Morgan           | Episodio: «The Bogeyman»                   |
| 2014       | The Carrie Diaries                | Amelia Strong    | Episodio: «Hungry Like the Wolf»           |
| 2014       | Nurse Jackie                      | Mandy            | 3 episodios                                |
| 2014–2019  | The Affair                        | Whitney Solloway | Elenco principal                           |
| 2016       | Gilmore Girls: A Year in the Life | Sandee Martin    | Episodio: «Spring»                         |
| 2020       | Helpsters                         | Ballerina Betsy  | Episodio: «Bailarina Betsy/Pizza Pasquale» |
| 2021       | The Space Between                 | Julia Adams      |                                            |
| 2021       | The Girlfriend Experience         | Iris             | rol principal (temporada 3)                |
| 2021       | The Premise                       | Kailey           |                                            |
| 2023       | Accused                           | Alice Baylor     | T1 Episodio13: «Samir's Story»             |
| 2023       | Law & Order SVU                   | Kelsey Jones     | rol invitada (T24 E3)                      |

## Premios y nominaciones
| Año  | Premio    | Categoría                                  | Película                  | Resultado | ref.   |
| ---- | --------- | ------------------------------------------ | ------------------------- | --------- | ------ |
| 2021 | WIN Award | Mejor actriz de película de TV / miniserie | The Girlfriend Experience | Nominada  | [ 10 ] |